# تاكاشي شيمودا
تاكاشي شيمودا (下田 崇) (ولد 28 نوفمبر 1975) هو لاعب كرة قدم ياباني، شارك في دورة الألعاب الاولمبية الصيفية عام 1996 في أتلانتا، جورجيا، الولايات المتحدة الأمريكية.

## مسيرته الكروية
لعب تاكاشي شيمودا خلال مسيرته الاحترافية مع نادِ واحدٍ في سبعة عشر موسمًا ولم يسجل خلالها أي هدف ضمن 331 مباراة. ولم يفز بأي موسم بالكأس أو بالدوري.
خاض تاكاشي شيمودا مسيرته مع نادي سانفريس هيروشيما في موسم 1994 ليلعب معه سبعة عشر موسمًا، مشاركًا في 331 مباراة ولم يسجل أي هدف.

## روابط خارجية
1. ↑  "Stats Centre: Takashi Shimoda Facts". الغارديان. مؤرشف من الأصل في 2012-10-02. اطلع عليه بتاريخ 2010-03-10.
2. ↑  "تاكاشي شيمودا". فرق كرة القدم الوطنية. Benjamin Strack-Zimmerman. اطلع عليه بتاريخ 2020-06-26.

- FIFA Statistics
- تاكاشي شيمودا على موقع الاتحاد الدولي (مؤرشف)  (الإنجليزية)
- تاكاشي شيمودا على موقع رابطة كرة القدم اليابانية للمحترفين (اليابانية)
- تاكاشي شيمودا على موقع قاعدة بيانات كرة القدم.إي يو (الإنجليزية)
- تاكاشي شيمودا على موقع ناشيونال فوتبول تيمز (الإنجليزية)
- تاكاشي شيمودا على موقع Soccerway.com (الإنجليزية)
- تاكاشي شيمودا على موقع عالم كرة القدم.نت (الإنجليزية)
- تاكاشي شيمودا على موقع أوليمبيديا (الإنجليزية)